# St. Vitus (Hopfgarten)

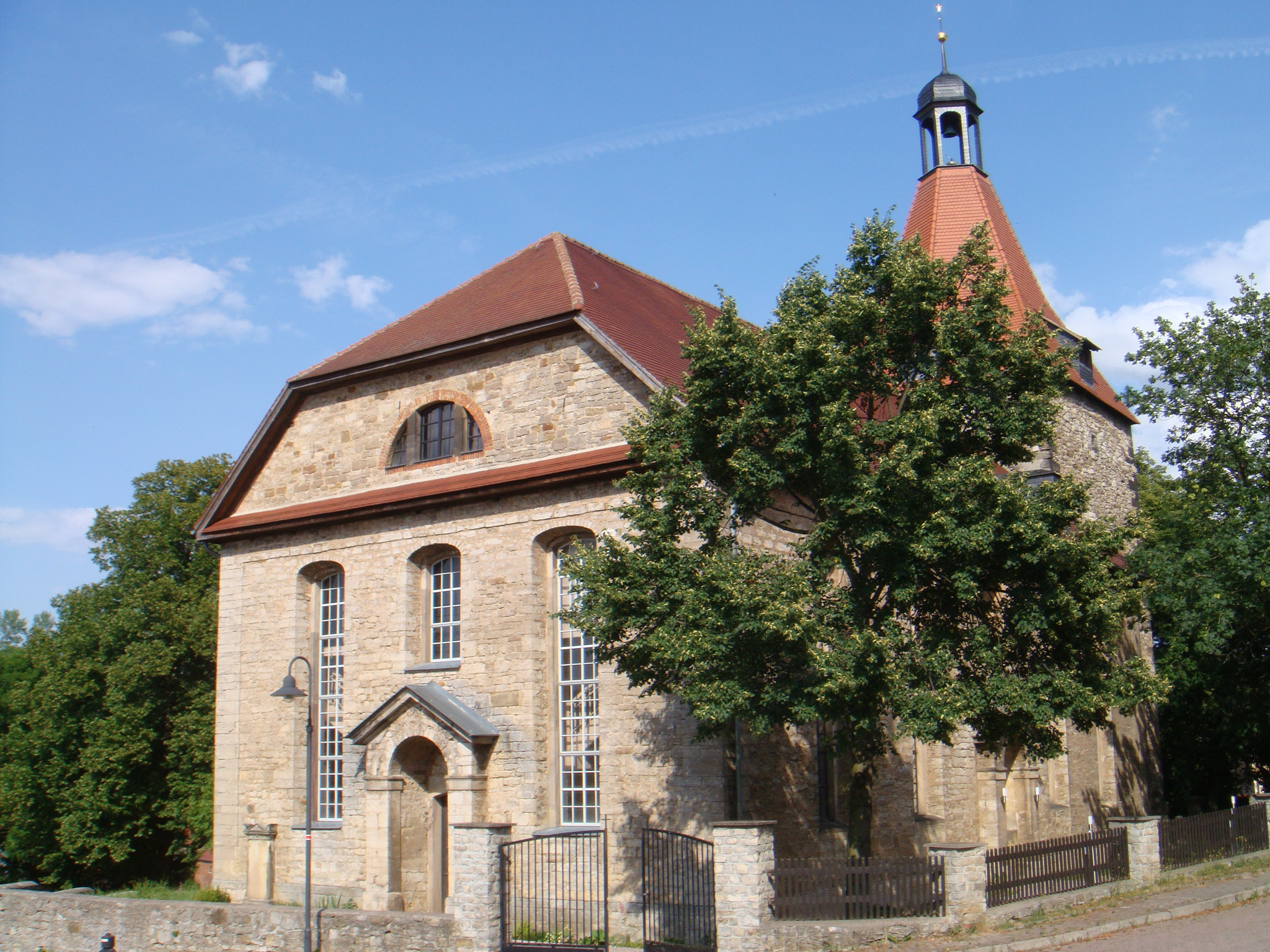
Südwestansicht mit Portal

Die evangelische Dorfkirche St. Vitus steht in Hopfgarten, einem Ortsteil Grammetals im Landkreis Weimarer Land in Thüringen. Die Kirchengemeinde gehört zum Kirchengemeindeverband Niederzimmern im Kirchenkreis Weimar der Evangelischen Kirche in Mitteldeutschland.

## Lage
Die Kirche befindet sich in zentraler Lage der Gemeinde.

## Geschichte und Architektur
Die Kirche geht auf einen romanischen Wehrturm zurück, der wahrscheinlich um 1075 errichtet wurde und heute als Winterkirche dient. 1286 wurde in den Turm ein gotisches Spitzbogengewölbe eingebaut, in dem heute der Altar steht. 1738 fand eine gründliche Überholung statt.
Nachdem die Kirche 1827 wegen Baufälligkeit geschlossen werden musste, wurde 1833/34 unter Anleitung von Clemens Wenzeslaus Coudray ein neues Kirchenschiff erbaut, eine Emporenhalle in schlichtem Klassizismus. Die kräftigen Pfeiler, die auch die Emporen Tragen reichen ohne Unterbrechung vom Boden bis zu dem Architraven an der Decke. Das Mittelschiff hat ein glatt verputztes Tonnengewölbe. Es wird zu beiden Seiten durch je drei Gauben erhellt, also in jedem zweiten Joch, deren innere Öffnungen in die Tonne eingebettet sind. Die Decken unter den beiden Emporen-Geschossen und über den Seitenschiffen sind flach.
Der Kanzelaltar hat im unteren Geschoss drei rundbogige Türöffnungen, im oberen die eine zur Kanzel. Sein oberes Geschoss ist mit vier Pilastern geschmückt. Den Abschluss bildet eine klassische Attika, auf deren First auf dreistufigem Sockel ein Kreuz ohne Gekreuzigtem steht.
1834 wurde durch Johann Friedrich Schulze aus Paulinzella eine Orgel eingefügt, 1895 der Innenraum renoviert und neu ausgemalt.

Die bronzenen Glocken, die 1917 kriegsbedingt eingeschmolzen wurden, konnten 1920 durch Gussstahlglocken der Firma Schilling und Lattermann aus Apolda ersetzt werden. Aus statischen Gründen wurden sie 2011 wegen Rissen im Turm und Mängeln des Glockenstuhls stillgelegt. 2021 konnten drei Bronzeglocken der Firma Grassmayr (Innsbruck) mit wunderbaren Ritzzeichnungen der Künstlerin Fanja Bachmann-Godejohann eingehoben und geweiht werden.

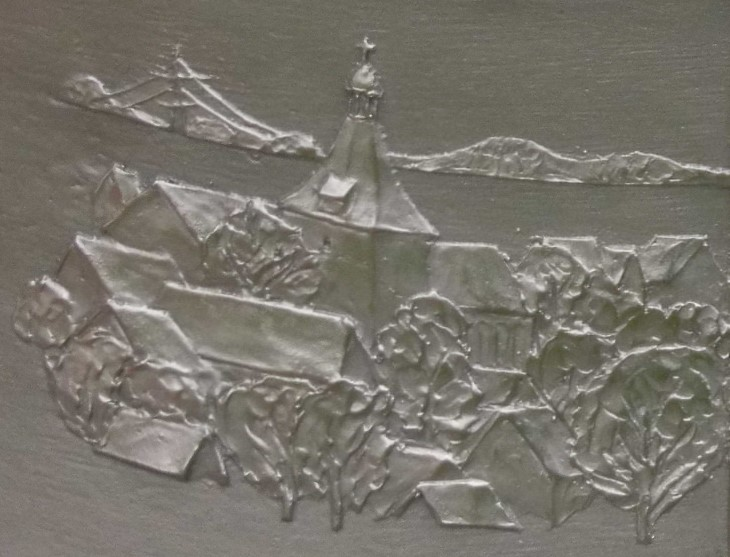
Detail der Glockenzier

1991/92 wurde das Dach des Turms neu gedeckt, eine neue Kirchturmuhr eingebaut und der Turm begradigt. 1996 folgte eine Neueindeckung des Kirchenschiffes. Weitere umfassende Sanierungsmaßnahmen folgten bis 2016.